# Mohéli-Zwergohreule
Die Mohéli-Zwergohreule (Otus moheliensis), auch als Mohélieule bezeichnet, ist eine seltene Eulenart aus der Gattung der Zwergohreulen. Sie ist endemisch auf der Komoreninsel Mohéli, wo sie 1995 entdeckt wurde.

## Beschreibung
Die Mohéli-Zwergohreule erreicht eine Länge von ungefähr 22 Zentimetern. Das Gewicht beträgt beim Männchen 95 Gramm und beim Weibchen 116 Gramm. Die Mohéli-Zwergohreule kommt in einer braunen und einer rostbraunen Morphe vor. Die Ohrenbüschel sind stark reduziert. Die braune Morphe ist rötlichbraun. Oberkopf und Oberseite sind schwarz gefleckt und gebändert. Der Nacken weist einige schwarze Schaftstreifen auf. Die Schulterfedern haben helle zimtbraune Außenfahnen. Der Gesichtsschleier und die Unterseite sind stärker rost-zimtbraun. Auf der Brust sind schwarze Schaftstreifen zu erkennen. Flanken und Bauch weisen eine feine schwarze Bänderung auf. Bei der rostbraunen Morphe ist die rost-zimtbraune Tönung überall intensiver. Das untere Drittel des Laufes ist unbefiedert. Die Iris ist gelb und der Schnabel hornfarben. Der Unterlauf und die Füße sind grau. Juvenile Vögel sind bisher unbeschrieben.

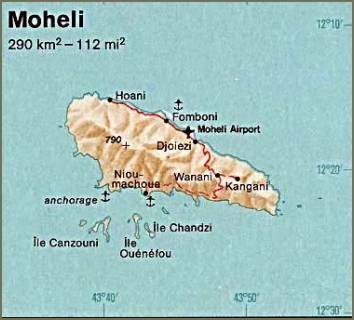
Der Lebensraum der Mohéli-Zwergohreule ist auf dicht bewaldete Hänge des Saint-Antoine und des Mzé Koukoulé im Zentralbergland auf Mohéli beschränkt

Über ihren Ruf ist nur wenig bekannt. Der Ruf des Männchens soll aus Reihen von ein bis fünf zischenden Pfiffen bestehen. Gelegentlich ist auch ein Schrei zu hören.

## Lebensraum und Lebensweise
Die Mohéli-Zwergohreule lebt in den dichten Feuchtwäldern am Saint-Antoine (700 m) sowie am Mzé Koukoulé (790 m) und seinen unteren Hängen. Sie ist am häufigsten in intakten Wäldern zu beobachten und weniger in Wäldern, die durch die landwirtschaftliche Nutzung degradiert wurden. Über ihre Lebensweise ist kaum etwas bekannt. Sie ernährt sich vermutlich von Insekten.

## Status
Die Mohéli-Zwergohreule benötigt intakte Waldflächen, die zwischen 1968 und 1995 auf Mohéli von 30 % auf 5 % zurückgegangen sind. Durch Holzschlag und Umwandlung in Ackerland erodiert der Boden und wird für Erdrutsche anfällig. Invasive Pflanzen wie der Rosenapfel, das Wandelröschen und der Seifenstrauch verhindern das Wachstum der endemischen Vegetation und degradieren somit den Lebensraum. Gelegentlich werden die Eulen auch gejagt. Invasive Tierarten, wie Ratten, sind Nahrungskonkurrenten oder plündern die Nester der Eulen. BirdLife International schätzt den Bestand auf 400 Exemplare.